# Mas Joan (Rupit i Pruit)
El Mas Joan és una masia de Rupit i Pruit (Osona) inclosa a l'Inventari del Patrimoni Arquitectònic de Catalunya.

## Descripció
Masia de planta rectangular coberta a dues vessants, amb el vessant nord més llarga que la sud. El carener és perpendicular a la façana, situada a ponent. Consta de planta baixa, pis i golfes. La façana està molt reformada i s'hi adossa una construcció de totxo que forma una terrassa a nivell del primer pis i la part baixa forma unes porxades d'arc rebaixat sostingudes per pilars. A llevant hi ha un altre portal, resguardat per una mena d'atri sostingut per pilars i cobert a tres vessants. Les obertures són rectangulars. La part de migdia és on es conserven les finestres més antigues, algunes de les quals són datades i amb els ampits motllurats.

## Història
Mas Joan és una masoveria de l'antic mas del Llorà, registrat al fogatge de la parròquia i terme de Sant Andreu de Pruyt de l'any 1553.
Possiblement el mas Joan es va construir vers el segle xviii segons s'ha pogut veure per les dates constructives que conserva. Una finestra del primer pis és datada al 1787. A la planta hi ha una altra data que deu correspondre a una reforma, de 1932.